# 에런 로저스

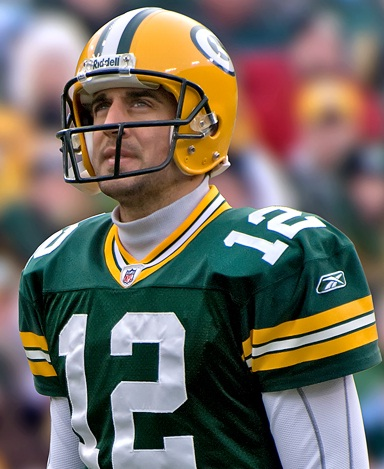
에런 로저스

에런 찰스 로저스(Aaron Charles Rodgers, 1983년 12월 2일 ~ )는 미국의 미식축구 선수이다.